# Gecarcoidea natalis
Espèce
Gecarcoidea natalis, le crabe rouge de l'île Christmas (petit crabe Noël), est une espèce de crabe terrestre qui est endémique à l'île Christmas et aux îles Cocos dans l'océan Indien, ainsi que dans les îles du Vanuatu.
Bien que limitée à une zone  géographique relativement modeste, on estime que 43,7 millions de crabes rouges adultes vivent sur l'île Christmas, mais l'introduction accidentelle de la fourmi Anoplolepis gracilipes est soupçonnée d'avoir tué environ 10-15 millions d'entre eux au cours des dernières années.

## Description

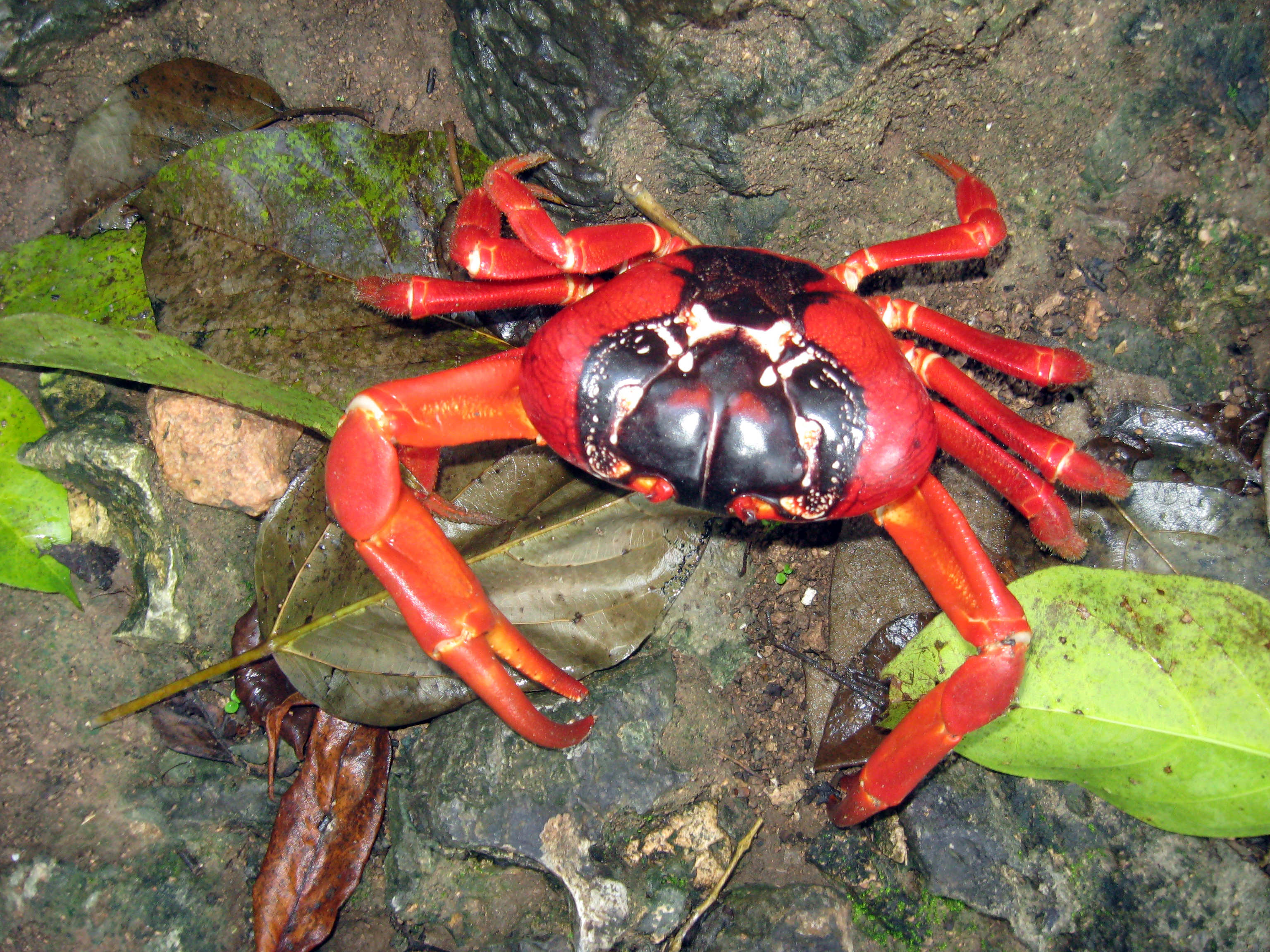

## Biologie

### Alimentation
Le crabe rouge de l'île Christmas est un omnivore charognard, il se nourrit principalement de feuilles mortes, de fleurs, de fruits, de jeunes plants, et aussi de détritus humains ou de cadavres d'animaux, ou de cadavres de crabes rouges (cannibalisme). Le crabe rouge n'a pas de concurrent pour la nourriture car il domine par le nombre le sol de la forêt.